# Shingopana
Shingopana songwensis is een plantenetende sauropode dinosauriër, behorend tot de Titanosauriformes, die tijdens het Krijt leefde in het gebied van het huidige Tanzania. 

## Vondst en naamgeving
In 2002, 2003 en 2004 werd ten westen van Mbeya, tussen het Rukwameer en het Malawimeer, het skelet opgegraven van een kleine sauropode.
In 2017 werd de typesoort Shingopana songwensis benoemd en beschreven door Eric Gorscak, Patrick M. O'Connor, Eric M. Roberts en Nancy J. Stevens. De geslachtsnaam is een combinatie van het Kiswahili singo, "nek", en pana, "breed", een verwijzing naar een kenmerkende gezwollen verbreding van het doornuitsteeksel op een halswervel. De soortaanduiding verwijst naar de herkomst uit de streek Songwe.
Het holotype, RRBP 02100, is gevonden in de Namba-afzetting van de Galulaformatie, een rivierafzetting die dateert uit het Albien-Cenomanien, ongeveer het midden van de Krijtperiode. Het bestaat uit een gedeeltelijk skelet met onderkaak. Bewaard zijn gebleven: het angulare van de linkeronderkaak, vijf halswervels, zes nekribben, het rechteropperarmbeen en een stuk van het linkerschaambeen. Het skelet is opgegraven op een oppervlakte van ongeveer drie bij twee meter. Het lag niet in verband. De botten werden kort na het door sediment bedekt raken sterk doorboord door keverlarven die er kamers voor hun poppen in aanlegden.

## Beschrijving
Shingopana is ongeveer acht tot tien meter lang. Dat wijst op een gewicht van zo'n vier à vijf ton.
De beschrijvers wisten één onderscheidend kenmerk vast te stellen. Het betreft een autapomorfie, een uniek afgeleid kenmerk. Bij de middelste tot achterste halswervels wijken de richels die van het doornuitsteeksel naar de voorste gewrichtsuitsteeksels lopen onderaan uit elkaar zodat een uitholling ontstaat aan een verbrede basis van het uitsteeksel.
Het 815 millimeter lange opperarmbeen zou duidelijke verschillen vertonen met dat van Rukwatitan, een andere titanosauriër uit dezelfde formatie.

## Fylogenie
Shingopana is binnen de Titanosauriformes in de Titanosauria geplaatst en meer bepaald in de Lithostrotia. Een kladistische analyse toonde een basale positie in de klade richting Aeolosaurini, afhankelijk van de analyse methode boven of onder Normanniasaurus in de stamboom.